# غار قيس وليلى
غار قيس وليلى أو غار جبل التوباد يقع في وسط جبل التوباد في قرية الغيل في محافظة الأفلاج في السعودية بمساحة لا تتجاوز ثلاثة أو أربعة أمتار. سمي الغار نسبة إلى قيس بن الملوح وليلى العامرية.
يعاني الغار خصوصًا وجبل التوباد عمومًا من عدم اهتمام الجهات السياحية المختصة، حيث يصعب على زوار الغار -الذين تم تقدير عددهم سنويًا ب1500 إلى 2000 زائر- الوصول إليه لصعوبة تضاريس الجبل وعدم وجود لوحات إرشادية.

## المشاكل ومحاولات الترميم والتحسين
- أشارت إحدى التقارير الصحفية المنشورة في سنة 2014م أن جبل التوباد وغار قيس وليلى يعانيان من عدم الاهتمام الكافي من قبل الجهات السياحية، وأنه تم تخصيص مبلغ 6 ملايين ريال لتحسين وتطوير الجبل وتحويله لمنطقة سياحية.[3]
- وفي سنة 2016م وبعد مرور أكثر من سنتين على تخصيص المبلغ السالف ذكرت إحدى التقارير الصحفية الأخرى أنه لم يتم عمل شيء بخصوص تطوير الجبل والغار. وأن الجبل ما زال يعاني من بعض المشاكل المؤثرة على الزوار، مثل صعوبة التضاريس الجبلية المؤدية إلى الغار، وافتقار المكان إلى اللوحات الإرشادية التي يهتدي بها الزوار.[4]
- في 2017م شرعت بلدية الأفلاج بأعمال تهيئة للجبل وذلك بوضع درج طبيعي للصعود للغار وآخر للنزول.[5]